# Parti progressiste arabe Baas
Le Parti progressiste arabe Ba'ath (arabe : حزب البعث العربي التقدمي Ḥizb al-Baʿṯ al-ʿArabī t-Taqaddumī , prononciation arabe : [ˈħiz.b‿al.ˈbaʕ.θ‿al.ˈʕa.ra.bi‿t.ta .ˈqad.du.miː]) est un parti politique jordanien. Il s'agit de la branche régionale jordanienne du parti Baas dirigé par la Syrie. Il a été légalement enregistré pour la première fois en 1993. Le parti est petit, mais malgré sa petite taille, la branche parvient à obtenir une présence décente dans les médias jordaniens grâce à son chef, Fouad Dabbour. Les déclarations enflammées de Dabbour sur la politique étrangère sont fréquemment citées par la presse. Le parti est moins connu que son homologue pro-irakien, le Parti Baas socialiste arabe jordanien.

## Histoire du parti
Le Parti Baath arabe progressiste est un parti politique d'idéologie « nationaliste-socialiste » officiellement actif en Jordanie depuis l'abolition de la loi d'urgence et permettant la formation de partis politiques au début des années 1990 qu'il existe effectivement en Jordanie depuis les années 1950 du siècle dernier, mais de manière secrète à la lumière de l'existence de la loi d'urgence et de l'interdiction des partis politiques.
Le Parti Baas arabe progressiste est la direction régionale de la région arabe jordanienne et une extension du Parti Baas arabe socialiste au pouvoir en Syrie depuis le 8 mars 1963 jusqu'à aujourd'hui.
Le parti vise à unifier la « nation arabe » politiquement et économiquement en consolidant le système démocratique. Au niveau local, il vise à établir l’État de droit et la constitution, à mettre fin à l’exploitation du peuple et à réaliser des réformes politiques et économiques pour servir les intérêts du peuple.

## Représentation dans la politique jordanienne
Tout au long de l'histoire, le parti a eu une forte présence dans un certain nombre de parlements jordaniens, car pratiquement aucun parlement dans l'histoire de la Jordanie n'est dépourvu de représentants baathistes. À l'heure actuelle, le parti compte une représentante féminine dans les rangs du dix-septième. Parlement jordanien (en 2013), à savoir la représentante Rudayna Al-Ati. Lors de la dernière session, Al-Ati était présent aux côtés du député Talal Al-Maayta.
Le Parti Baas arabe progressiste, avec un certain nombre de partis d’opposition politiques jordaniens, a formé une coalition de « partis nationalistes et de gauche », un front politique exigeant des réformes politiques, économiques et sociales pacifiques en Jordanie, sous le toit de l’État et sous le contrôle de la direction du roi Abdallah II Ibn al-Hussein.
Actuellement, le parti est considéré comme l'un des partis d'opposition les plus puissants en Jordanie. Il dispose également d'une bonne base populaire parmi le peuple jordanien, parmi les jeunes, les notables tribaux et divers secteurs du peuple jordanien. Le parti a également une présence remarquable en Jordanie. diverses universités syriennes, avec la présence d'un certain nombre d'étudiants baathistes jordaniens dans diverses spécialisations.

### Rôle des officiers baathistes dans l’arabisation de l’armée arabe jordanienne
Le parti avait une présence forte et influente parmi de nombreux officiers et dirigeants de l'armée, comme son ancien secrétaire, Mahmoud Al-Maaytah « Abu Jihad », l'officier Saeed Al-Sabaa , et un certain nombre d'officiers baathistes dans les rangs « jordaniens ». L'armée arabe, qui a formé le « Mouvement des officiers libres », a joué un rôle majeur dans l'arabisation de l'armée à l'époque du roi Hussein.

## Plateforme politique
- La lutte pour la suprématie et l'institutionnalisation de la démocratie ainsi que pour l'État de droit et la constitution[3].
- La suppression du contrôle de la volonté du peuple et la réalisation de réformes politiques et économiques dans l’intérêt du peuple[3].
- Adhésion aux religions monothéistes et respect du patrimoine national et de l'unité de la nation arabe[3].
- Consolidation du système démocratique et réalisation de l'intégration économique arabe[3].

## Direction
- Camarade Fouad Dabbour (secrétaire régional)
- Camarade Mahmoud Muhailan (secrétaire régional adjoint)